# أليساندرو فيزوني
أليساندرو فيزوني (بالإيطالية: Alessandro Visone)‏ هو لاعب كرة قدم إيطالي في مركز الوسط، ولد في 27 يناير 1987 في نوفي ليغوري في إيطاليا. لعب مع نادي بيسكارا ونادي رافينا.

## وصلات خارجية
- أليساندرو فيزوني على موقع قاعدة بيانات كرة القدم.إي يو (الإنجليزية)